# Kanaoka Kose
Kanaoka Kose (jap. 巨勢金岡 Kose no Kanaoka; ur. 802?, zm. 897?) – japoński malarz, jeden z najważniejszych twórców okresu Heian. 

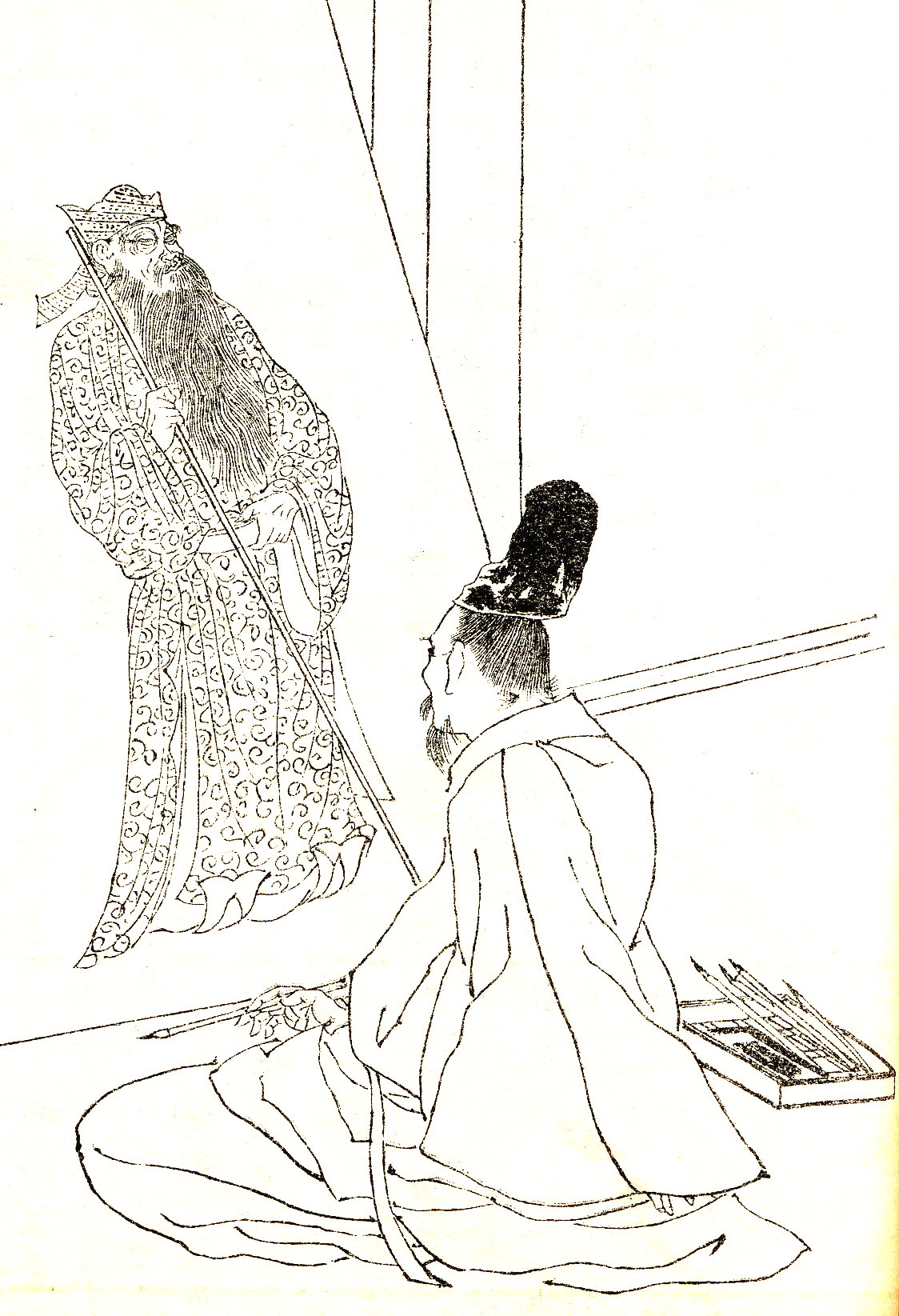
Obraz Kikuchi Yōsai przedstawiający Kose-no Kanaoka

Był człowiekiem świeckim, a nie mnichem buddyjskim, jak większość znamienitych malarzy okresu Heian. Wielką sławą cieszyły się jego obrazy koni oraz portrety uczonych w cesarskim pałacu w Heian-kyō; niestety, choć przypisuje mu się wiele dzieł, żadne ze współcześnie zachowanych nie jest z pewnością jego pędzla.  Uważa się go za założyciela szkoły Kose, oraz za twórcę japońskiego stylu malarstwa (yamato-e); miał być też pierwszym artystą tworzącym w rodzimym, japońskim stylu obrazy buddyjskie. Inną niecodzienną ówcześnie cechą jego malarstwa było stosowanie konwencji realistycznych